# Sex in Brno
Sex in Brno ist eine tschechische Filmkomödie aus dem Jahre 2003.

## Handlung
Der Film spielt in Brünn (tschechisch:Brno). Bei einem Sportfest hat sich der geistig zurückgebliebene Stanislav in die ebenfalls zurückgebliebene Olga verliebt. Sie sind über 20 Jahre alt und hatten bisher keine sexuellen Erfahrungen in ihrem Leben. Nach einem regen Briefwechsel lädt Olga ihren Stanislav in ihre Heimatstadt Brünn ein. Stanislav wird von seinem Bruder auf seine erste Liebesnacht vorbereitet. Ebenso nehmen die Nachbarinnen von Olga starken Anteil am Gelingen des ersten Zusammentreffens der beiden. Sie geizen nicht mit Ratschlägen. Olga hat jedoch ein Problem: ihre Mutter. Olga ist bei der Nachbarschaft gleichermaßen beliebt, wie ihre Mutter unbeliebt. Für ihren ersten romantischen Abend hat Olga sich einen Tag ausgesucht, an dem ihre Mutter abwesend sein soll. Diese kehrt jedoch unerwartet zurück. Olga will dennoch den Abend nicht verschieben und betäubt die Mutter mit Schlaftabletten. In der Vorratskammer der Wohnung bettet sie sie für die Nacht.
Stanislav ist äußerst nervös vor seinem ersten Liebesabenteuer. Der Bruder bringt ihn nach Brünn und verabschiedet sich von ihm vor der Haustür von Olga. Nachdem er von Olga den Freunden in einer Nachbarwohnung vorgestellt wurde, begeben sich beide in Olgas Wohnung zum Abendessen. Olga macht Stanislav das Angebot über Nacht zu bleiben. Stanislav wird von seiner Freude ebenso wie von seiner Nervosität darüber überwältigt. Die Liebesnacht beginnt nur zögerlich, entwickelt sich jedoch in eine zärtliche und überschäumende erste sexuelle Erfahrung für das junge Paar. Olga informiert auch sogleich die Freundinnen über das gelungene erste Mal. Stanislav bleibt kurz allein zurück und wird von der wieder erwachten Mutter durch das Schlüsselloch beobachtet. Als Olga zurückkommt, schlägt die Mutter Alarm. Olga und Stanislav geraten in Panik und Stanislav flieht aus der Wohnung. Er läuft seinen längsten und schnellsten Langstreckenlauf, entschließt sich aber zum Schluss wieder zu Olga zurückzukehren.
Neben der zentralen Liebesgeschichte zwischen Olga und Stanislav erzählt der Film die Geschichte weiterer Paare dieser Nacht in Brünn. Die Geschichte eines alternden Provinzschauspielers, der zwar eine lokale Bekanntheit ist, doch nie den Sprung nach Prag geschafft hat. Er lernt eine Hochschullehrerin kennen, die feststellen muss, dass Theorie und Praxis im Liebesleben weit voneinander entfernt sein können. Ein weiteres Paar besteht aus einem Mädchen, das nur problematische Männer kennenlernt und in dieser Nacht an einen Masochisten gerät. Außerdem gibt es zwei seit ihrer Jugend befreundete junge Männer, die unbedingt eine Frau kennenlernen möchten. Doch dies misslingt ihnen seit Jahren. In dieser Nacht erfahren sie, dass sie mehr als nur Freunde zueinander sind und die so gesuchte Liebe in ihrer eigenen Freundschaft finden.

## Aufführungen
Der Film hat seine Welturaufführung am 24. April 2003 in Tschechien. In Deutschland wurde er 2004 auf dem Filmfestival Cottbus gezeigt. Er war außerdem weltweit auf diversen internationalen Festivals zu sehen.

## Kritiken
„Nach einer Reihe platter Gags, die fast ausschließlich im privaten Raum angesiedelt sind und gesellschaftliche Bezüglichkeiten umgehen, findet der Film dann im letzten Drittel zur angestrebten tragikomischen Verdichtung, die Fragen nach dem Verhältnis von Sex und Liebe und nach dem Sinn des Lebens einschließt.“

„Gedreht in nostalgischem Schwarzweiß ist Sex in Brno eine liebenswert romantische Komödie über die Irrungen und Wirrungen der Liebe während einer Nacht in der zweitgrößten tschechischen Stadt Brno.“

## Auszeichnungen
Die Darstellerin der Olga (Kateřina Holánová) gewann beim Internationalen Filmfestival von Bratislava 2003 den Preis der besten Darstellerin. Regisseur Vladimír Morávek gewann den Grand Prix des Festivals.
Bei der Wahl zum Tschechischen Filmpreis Böhmischer Löwe erhielt der Film 2003 fünf Preise (u. a. Bester Film des Jahres) und außerdem einen Kritikerpreis.